# CORE/wants
「CORE/Wants」（コア/ウォンツ）は、GRAPEVINEの23枚目のシングルである。2008年5月21日発売。

## 解説
- 前作からわずか2ヶ月振りのリリース。アルバム『Sing』の先行シングルとなった。2曲ともタイアップが付いている。
- 両A面シングルは「指先/COME ON」以来約1年3か月振りである。前作はPVが1曲のみだったが、本作は2曲ともPVが製作されている。
- カップリング曲にはボーナストラック扱いで、2007年5月16日に札幌ペニーレーンで行われた「ママとマスター」ツアーのライブから「南行き」と「COME ON」の音源が収録されている。

## 収録曲
1. CORE
作詞：田中和将/作曲：亀井亨
日本テレビ系列『音燃え!』5月度エンディングテーマ。
このPVは東京都内某所で撮影されているが、“バンドの演奏をシンプルに見せる”というコンセプトに基づいて、メンバーはこの曲を4回しか演奏しておらず、撮影に要した時間もほぼ3時間くらいで、これまでに撮影したビデオの中で最短というものである[1]。
亀井曰く、原曲はもうちょっと古臭く、アーシーでいなたい感じだったらしいが、当日になってガラッと変わったとのこと。
2. Wants
作詞：田中和将/作曲：亀井亨
AT-Xのアニメ『無限の住人』エンディングテーマ。バンド初のアニメタイアップとなる。
PVにはボーカルの田中1人しか出演していないという初の試みが行われている。以前にも「ドリフト160(改)」のPVで亀井のみが出演していたことがあるが、アニメーションなども含め他のメンバーが出演しなかったのは初めてである。
3. 南行き〜COME ON@PENNY LANE24 2007.5.16